# 庫萊夫恰
46°1′41″N 29°56′5″E / 46.02806°N 29.93472°E

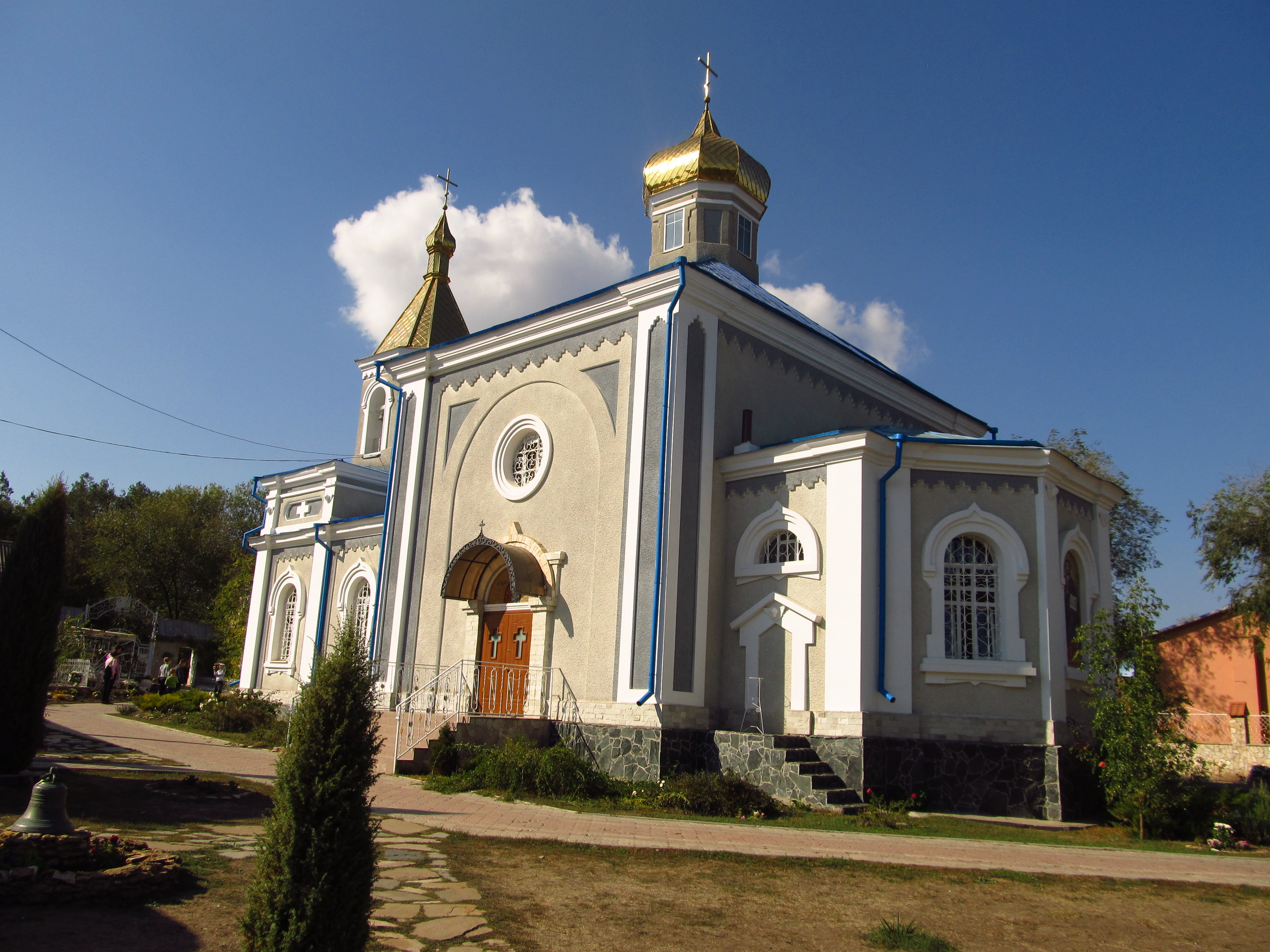
教堂

庫萊夫恰（烏克蘭語：Кулевча）是位於烏克蘭西南部的村莊，由敖德萨州裡比爾霍羅德-德涅斯特羅夫斯基區的庫萊夫恰市鎮負責管轄，並為該市鎮的行政中心。該村始建於1831年，面積4.94平方公里，2001年人口4,032，人口密度每平方公里816.19人。